# Chłopiatyn
Chłopiatyn – wieś w Polsce położona w województwie lubelskim, w powiecie hrubieszowskim, w gminie Dołhobyczów.
Wieś leży ok. 2,5 km od granicy z Ukrainą, na obszarze Grzędy Sokalskiej, z dala od ośrodków miejskich.
Wieś jest sołectwem w gminie Dołhobyczów. W skład sołectwa Chłopiatyn wchodzi także osada Majdan. Według Narodowego Spisu Powszechnego z roku 2011 wieś liczyła 133 mieszkańców i była trzynastą co do liczby ludności miejscowością gminy. 
Wierni Kościoła rzymskokatolickiego należą do parafii św. Michała Archanioła w Żniatynie.

## Historia
Właścicielami wsi przez pewien czas byli przedstawiciele rodziny Magierów herbu Szeliga, m.in. Zofia, córka Jana, w 1567.
W latach 1951–1954 miejscowość była siedzibą gminy Chłopiatyn. W latach 1954–1961 wieś należała i była siedzibą władz gromady Chłopiatyn, po jej zniesieniu w gromadzie Hulcze. W latach 1975–1998 miejscowość administracyjnie należała do województwa zamojskiego.

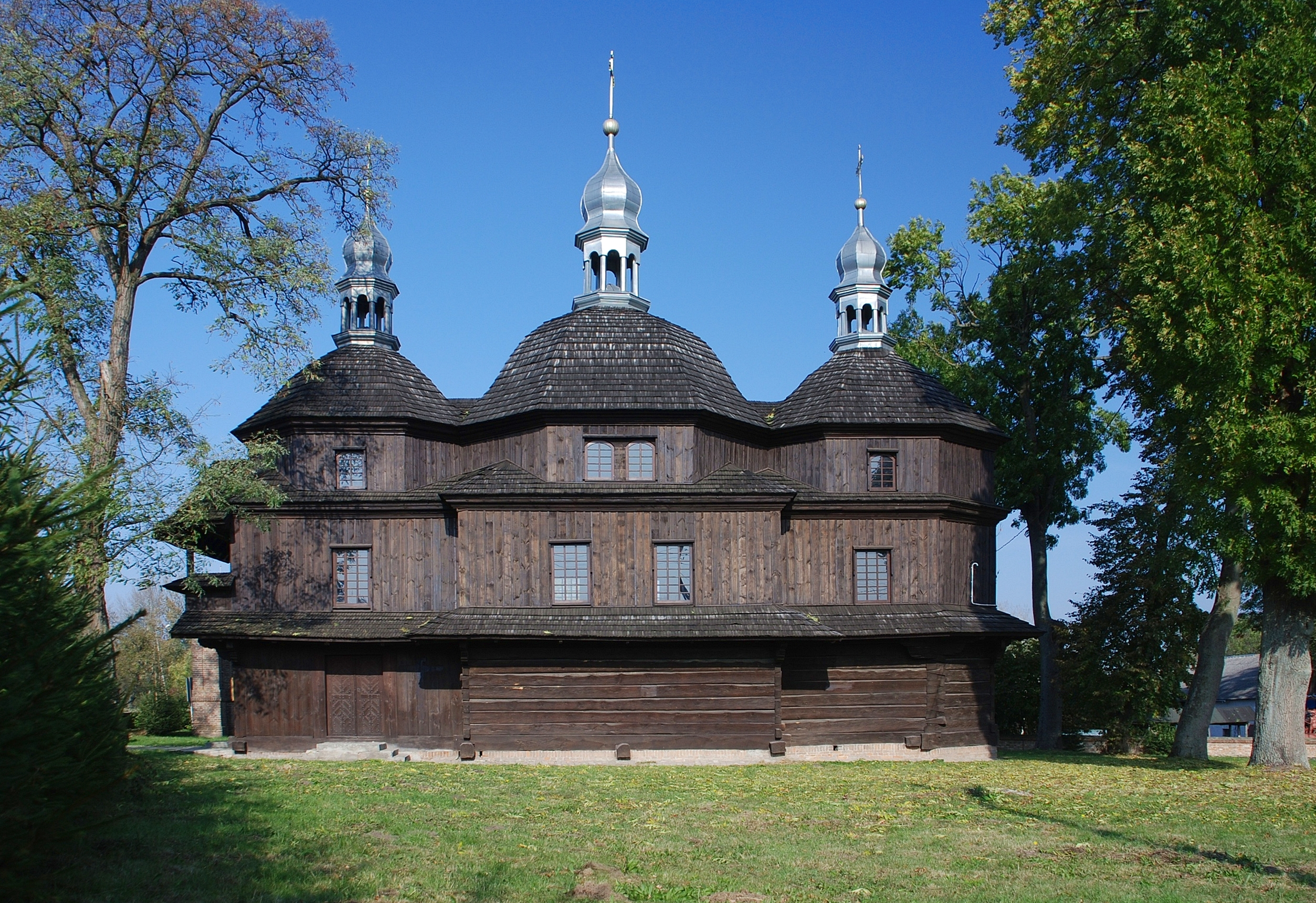
Zabytkowa cerkiew w Chłopiatynie

## Zabytki i atrakcje turystyczne
W Chłopiatynie znajduje się zabytkowa drewniana greckokatolicka Cerkiew Zesłania Ducha Świętego z XIX wieku, obecnie pełniąca rolę kościoła rzymskokatolickiego. W 2013 r. zbudowano drewnianą wieżę widokową z tarasem na wysokości 16 m. Rozciąga się z niej panorama całej okolicy, widać m.in. cerkwie w Mycowie i Dłużniowie, a także pobliskie zabudowania. Przy sprzyjających warunkach atmosferycznych widoczne są kopalnie Lwowsko-Wołyńskiego Zagłębia Węglowego na Ukrainie oraz wysokie obiekty we Lwowie.